# Chthonismus
Chthonismus (von altgriechisch χθών chthon, deutsch ‚Erde‘ und -ismus) bezeichnet eine mythische Weltanschauung im Rahmen vieler ethnischer Religionen, in der die Erde im Zentrum der Verehrung steht. Dazu zählt der animistische Glaube von der Beseeltheit aller Kreaturen und Naturerscheinungen, die pantheistische Vorstellung einer Mutter Erde im Sinne eines „mit Geist oder göttlicher Kraft ausgestatteten Planeten Erde“ und die polytheistische Personifikation der Erde (des Erdbodens) als Erdgöttin. Im letztgenannten Fall besteht häufig ein zweigeteiltes Verhältnis von Erdmutter und Himmelsvater.
Ein frühes Beispiel bilden die vom antiken griechischen Dichter Hesiod um 700 v. Chr. als chthonische Götter (Chthonioi) bezeichneten Titanen mit der Muttergöttin Gaia und dem Himmelsgott Uranos als Ursprung des olympischen Göttergeschlechts. Von diesem Ursprung der Bezeichnung abgeleitet, werden allgemein mit dem Erdreich oder der Unterwelt in Verbindung stehende Gottheiten und andere Wesen als chthonisch bezeichnet („der Erde angehörend; unterirdisch“; siehe auch chthonische Tiere).

## Theoriegeschichte
Im 19. Jahrhundert finden sich beim deutschen Mythenforscher Friedrich Creuzer und beim deutschen Archäologen Karl Otfried Müller Hinweise auf eine Interpretation der gesamten griechischen Mythologie als eine chthonische Religion.

### Bachofen
Um 1850 entwickelt der Schweizer Rechtshistoriker Johann Jakob Bachofen auf dieser Grundlage eine umfassende Geschichtsphilosophie, indem er Polaritäten wie Tag–Nacht, Tod–Wiedergeburt oder Stoff–Geist mit dem Gegensatz von weiblich–männlich verbindet.
Die Menschheitsgeschichte verläuft nach Bachofen in drei Entwicklungsstufen:
1. am Anfang steht der Hetärismus, eine Art Prostitution, mit schrankenloser sexueller Freizügigkeit („Sumpfleben“) nach dem Vorbild der altägyptischen Erde, die jährlich durch die Überschwemmungen des Nils fruchtbar wird
2. es folgt die Gynaiokratie (Frauenherrschaft: Matriarchat), wie Bachofen sie bei verschiedenen Völkern des Mittelmeerraums rekonstruierte (etwa den Lykern, Kretern, Lemniern, Lesbiern oder Lokrern); in dieser Phase gibt es bereits rechtliche Regeln wie die Ehe, aber es dominiert das Mutterrecht (etwa im Erbrecht nach der Mütterlinie) und es herrscht eine chthonische Religion, in der die Mutter als Erzieherin der Welt und durch die Geburt als Symbol der ewigen Wiederkehr gilt
3. erst in einer dritten Phase kommt es zur Paternität, dem Vaterrecht oder Patriarchat, in dem der „Geist“ dominiert; die Religion des Christentums ist nach Bachofen das Ergebnis der Überwindung des Gegensatzes von Leben und Tod und damit die Vollendung der geschichtlichen Menschheitsentwicklung

Die Rezeption Bachofens erfolgt zunächst durch linke Theoretiker wie Friedrich Engels im Sinne eines Arguments für die Gleichberechtigung.
Im 20. Jahrhundert greifen Vertreter des Kreises um den Dichter Stefan George das Thema auf (Alfred Schuler, Ludwig Klages) und verbinden es mit einer am Mythos orientierten Lebensphilosophie.
Eine verzerrte Interpretation der weltoffenen Philosophie Bachofens findet sich schließlich in der Zeit des Nationalsozialismus bei Alfred Baeumler, Ernst Bergmann und Alfred Rosenberg, die aus mütterlichen Symbolen des Leibes und Blutes einen Rassismus entwickeln, der allerdings bei Bachofen nicht zu finden ist.